# Дамиан Павийский
Дамиа́н Пави́йский (итал. Damiano di Pavia; лат. Damianus Ticinensis, Damianus Mediolanensis, Damianus Biscossia); VII век — 12 апреля 710) — епископ Павии (с 680 года), святой католической церкви.

## Биография
О жизни святого известно по двум сообщениям Павла Диакона в «Истории лангобардов» (Historia Langobardorum, до 796 года).
В 679 году на Миланском соборе пресвятой Миланской Церкви по имени Дамиан от лица епископа Мансуэт в связи с готовящимся Шестым Вселенским Собором в Константинополе написал послание к императору Константину IV против монофелитства. Послание было одобрено участниками Миланского собора. Кроме исповедания веры, представлявшего собой развернутое учение о Воплощении Христа, послание содержало преамбулу, обращение к императору, где автор сформулировал учение о соборном гласе церкви, которое выражается Отцами церкви на Вселенских Соборах. Он призвал Константина IV следовать примеру императоров Константина I Великого, Феодосия I, Маркиана и Юстиниана I, которые для решения вопросов веры созывали Вселенские Соборы и следовали их решениям. При этом Дамиан не упомянул императора Феодосия II Младшего, с именем которого был связан созыв III Вселенского Собора и монофизитского «Разбойничьего собора» (449 год). Послание Дамиана было зачитано на Шестом Вселенском Соборе.
Дамиан внёс большой вклад у нормализацию отношений между лангобардами и Византией.
В эпитафии Дамиана в церкви в Павии с его именем связывают чудесное предотвращение чумы после перенесения из Рима части мощей мученика Севастиана и освящения во имя мученика алтаря при церкви Апостола Петра в Тицине (ныне Павия).